# 光栄養生物

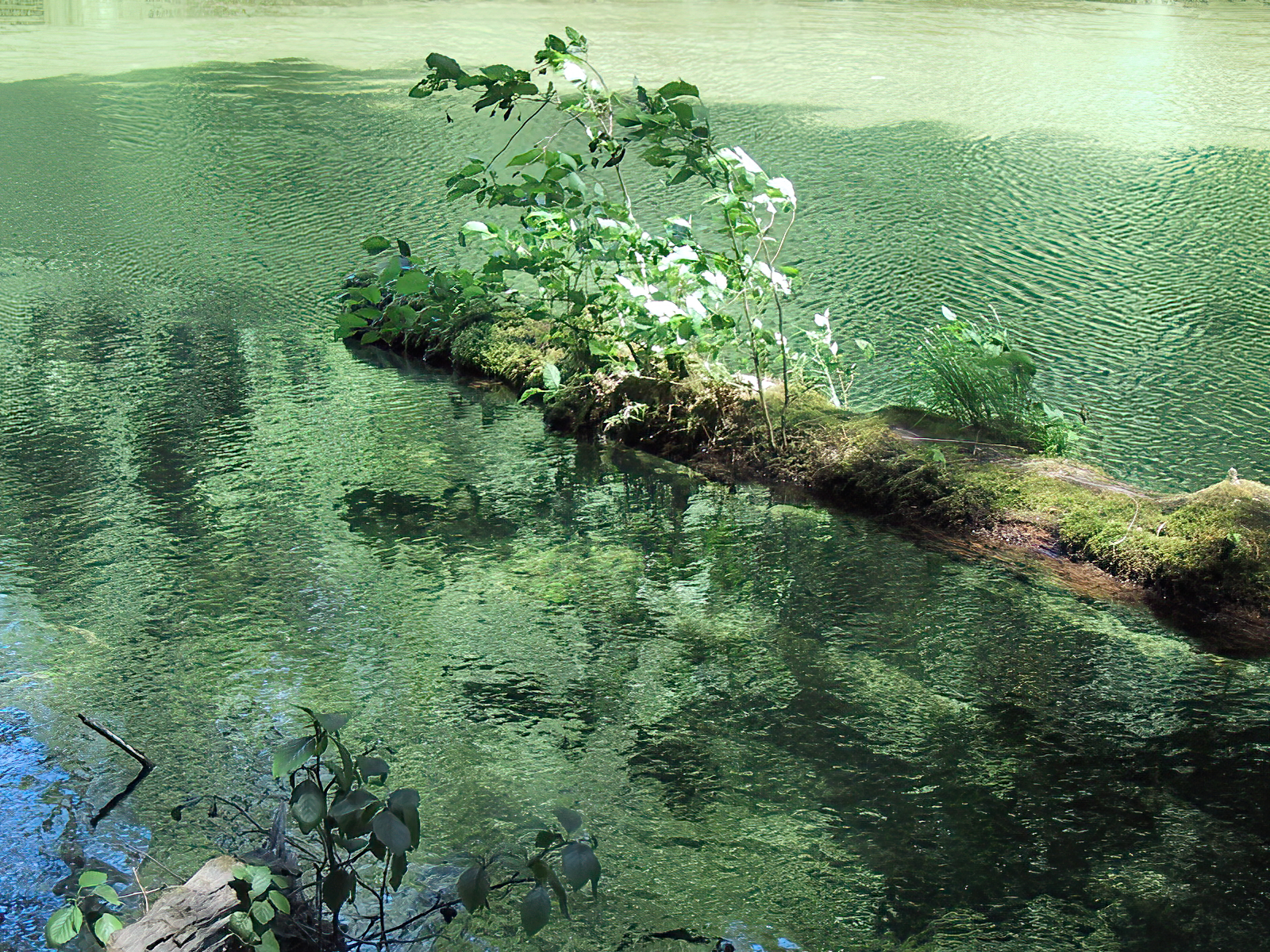
地上と水中の光栄養生物。倒木の上に植物が生長し、水中には藻類が繁殖している。

光栄養生物（ひかりえいようせいぶつ Phototroph）は、光を利用してエネルギーを獲得し生活する生物の総称である。狭義には光合成生物とも言う。この場合は、太陽光のエネルギーを使って二酸化炭素と水を有機物に変換し、同化や呼吸などの細胞活動に利用する生物を指す。
ほとんどの光栄養生物は独立栄養生物であり、光独立栄養生物（photoautotroph）と言われる。光独立栄養生物は炭素固定の能力を持つ。これは化学合成独立栄養生物（chemoautotroph）に対応する。これは周囲の物質（電子供与体）を酸化することによりエネルギーを得る生物である。独立栄養生物ではない光栄養生物は光従属栄養生物（photoheterotroph)である。これは光リン酸化（en:Photophosphorylation）によりATPを生成してエネルギーを得るが、体の構成のために有機化合物を利用する。光独立栄養生物はしばしば完全植物性栄養（holophytic）であると言われる。
生態学的な役割としてみると、光栄養生物は（化学合成独立栄養生物などを除いて）他の形態の生物に栄養を供給する。陸上の光栄養生物は植物が支配的であり、水中では藻類や、ミドリムシなどの単細胞生物、藍色細菌（シアノバクテリア）（旧名: 藍藻）や紅色細菌などの光合成を行うバクテリアなどがある。
光合成反応で生成される物質の一つにデンプンがある。これは炭素を貯蔵し、光の量が不十分な時に使われる。
酸素発生型および酸素非発生型光合成を行う光栄養細菌は、それぞれクロロフィル、バクテリオクロロフィルを持つ。酸素発生型光合成細菌である藍色細菌は淡水、海洋、土壌中、もしくは地衣類として存在し、植物と同様の光合成を行う。酸素非発生型光合成細菌は沼や池にいて、化学反応に使用する水素を、水ではなく、硫化水素や有機物から得る。バクテリオクロロフィルは、通常の葉緑素が利用できない、紫外線や赤外線の波長の光を吸収する。
光無機栄養独立栄養生物（photolithotrophic autotroph）は、光のエネルギーと、無機物の電子供与体（en:Electron donor）（H2O, H2, H2S など）と、CO2を使って、炭素固定を行う。たとえば植物がそれである。
水中で、光合成を行えるだけの光が届く範囲は、（狭義の）有光層と言われる。